# Огинский, Михаил Казимир
Князь Михаи́л Казими́р Оги́нский (пол. Michał Kazimierz Ogiński, лит. Mykolas Kazimieras Oginskis, бел. Міхал Казімір Агінскі; 1728—1800) — государственный и военный деятель Речи Посполитой из княжеского рода Огинских. Польский поэт, писатель, композитор и драматург. Владелец Неборова, Дукоры и Бобра.
Чины — чашник великий литовский (1744—1748), писарь польный литовский (1748—1764), воевода виленский (1764—1768), гетман великий литовский (1768—1793), генерал-майор войск Великого княжества Литовского.

## Биография
Сын великого мечника литовского и воеводы трокского Юзефа Тадеуша Огинского (ок. 1693—1736) и княжны Анны Вишневецкой (1700—1732).
В 1764 году — один из претендентов на польский престол. C 1764 года — воевода виленский, с 1768 — великий литовский гетман. Был направлен Станиславом Понятовским в качестве посланника к Людовику XV с протестом против намерения трех соседних держав отнять у Польши значительные области. При дворе Людовика в Нанси провел несколько лет.
Участвовал в подготовке Энциклопедии Дидро и д’Аламбера, написав для неё статью «Арфа»; он также внёс в конструкцию педальной арфы несколько улучшений.
Участвовал в Барской конфедерации: в 1771 году проиграл А. В. Суворову в битве при Столовичах, состоявшейся 13 (24) сентября 1771 года. Корпус из 5 тысяч человек под командованием Огинского был полностью разгромлен русским полководцем, под командованием которого находился отряд в 900 человек. Русские потеряли 80 человек убитыми, поляки — до 1000 убитыми, около 700 пленными, в том числе 30 штаб- и обер-офицеров.
После поражения несколько лет находился в эмиграции, переписывался с княжной Таракановой. После возвращения жил в Слониме, в своём замке. Особенно знаменит стал театр Огинского, построенный итальянским архитектором И.Мараино и оборудованный сценической механикой, позволяющей осуществить сложные театральные эффекты — превращения, полеты, фейерверки и т. д. В этот период город характеризуется интенсивным развитием — появлением фабрик, культурных учреждений, типографии. Инициировал и частично финансировал строительство Огинского канала.
В 1781 году назначен наместником Литовской провинции, в 1782 году вновь выехал за границу, был в Брюсселе, Берлине, Амстердаме, затем в Англии. После второго раздела Речи Посполитой в 1793 году его имения были конфискованы. Просил помощи у прусского короля Фридриха Вильгельма II в возвращении ему имений в Российской империи. В 1793 году отказался от гетманской булавы и выехал в Вену.
В 1795 году присягнул на верность Екатерине II.
Умер в Варшаве (?). Надгробная надпись на кладбище в Повонзках гласит: «Михаилу Казимиру, князю Огинскому из Козельска, великому гетману литовскому, кто воевал за свою страну, страдал много за неё, всегда служил ей верно; в память о нем, с уважением, печалью и благодарностью слуги этого господина воздвигли сей монумент. Жил 72 года, умер в 1800 году».

## Семья

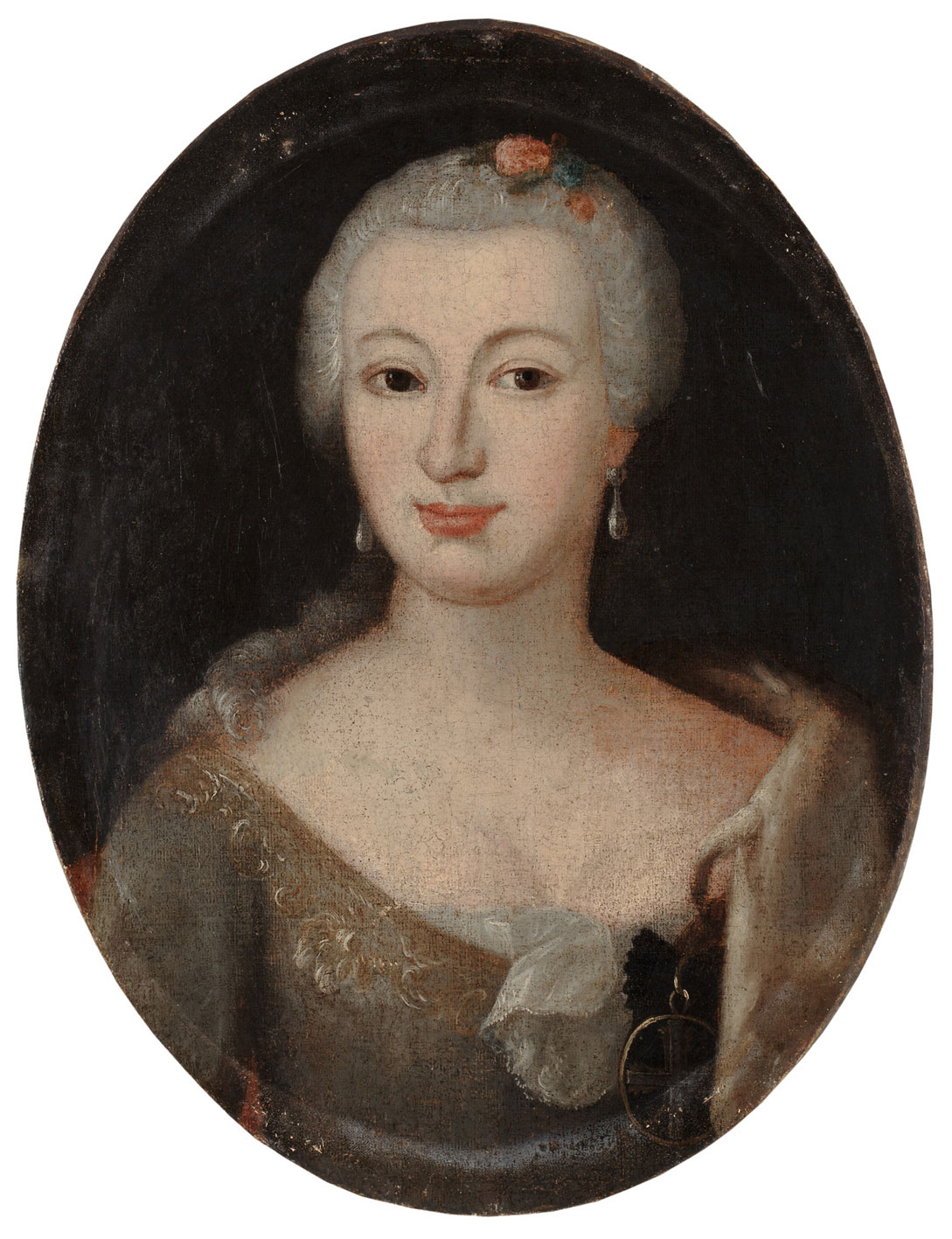
Александра Огинская

Жена (с 1761 года) — княгиня Александра Сапега (1730—1798), вдова князя Михаила Сапеги, дочь каштеляна виленского и великого канцлера литовского князя Михаила Фредерика Чарторыйского и Элеоноры Моники Вальдштейн. После смерти отца унаследовала поместье Седльце под Варшавой. Была известной покровительницей искусства. По словам современника, жена гетмана Огинского была очень набожной женщиной, но между тем ее единственной заботой в Седльце было занимать и развлекать своих гостей. Она очень любила играть в карты, поэтому самые известные игроки собрались у неё в доме. «По вечерам все танцевали и играли в игры с фантами. Летом гуляли в обширном саду, который назывался Александрией; Огинская устроила его на английский лад; осенью отправлялись на охоту; хозяйка сама принимала в ней участие и стреляла в дичь, пролетавшую мимо нее». В обоих браках детей не имела. Похоронена в часовне Огинских в Седльце.
Его племянник — будущий композитор и политический деятель Михаил Клеофас Огинский — много времени проводил в резиденции Слоним. Общение с дядей сыграло большую роль в становлении мальчика.